# 干城町

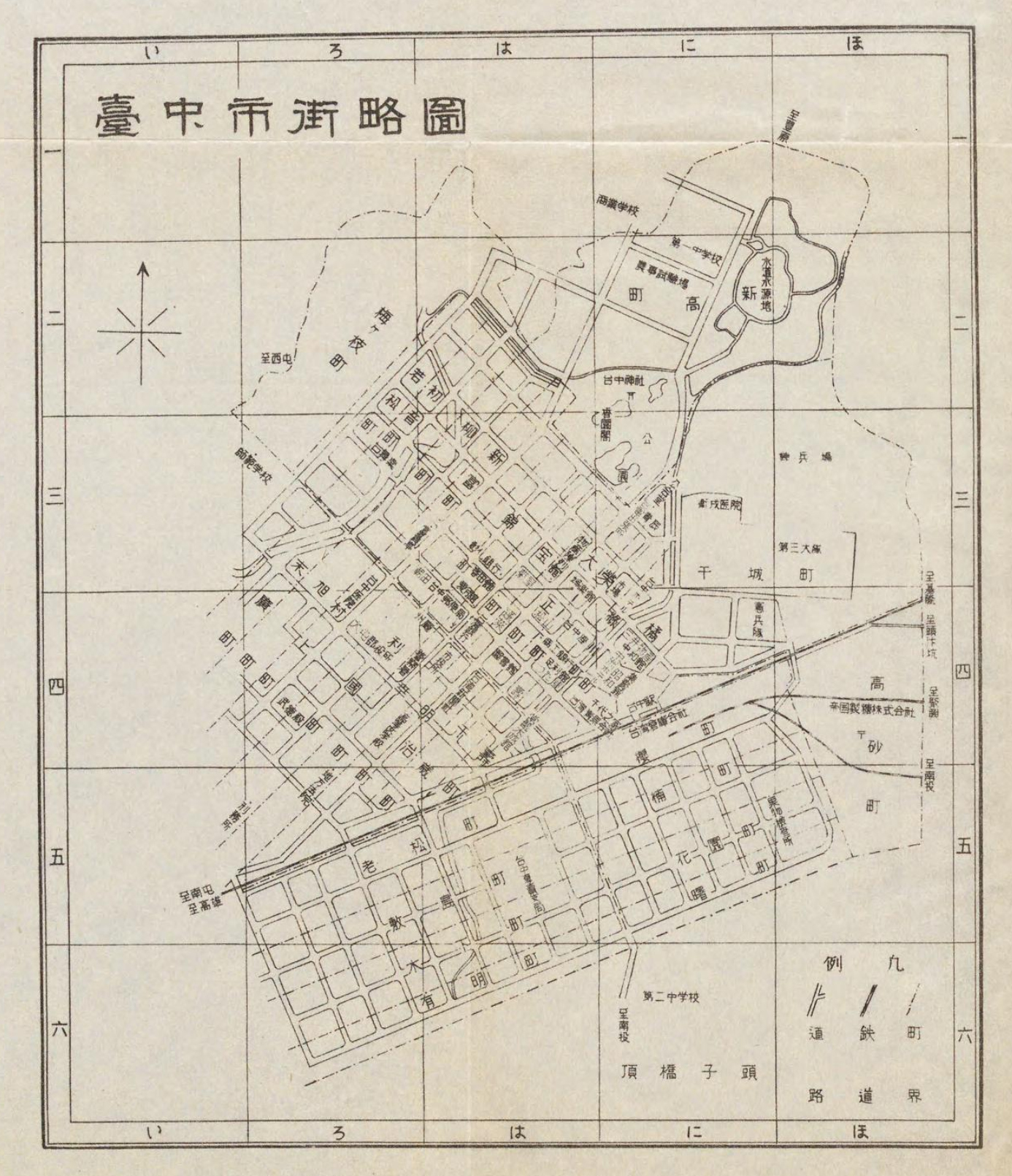
臺中市街略圖

干城町為台灣日治時期臺中州臺中市的町，町內多為軍事設施，故命名為干城；其最初在1916年公告為通稱町名，在1926年4月1日的町名改正公告中才正式設立，原臺中市大字的臺中改為31個町。

## 町內設施
- 台灣步兵第一聯隊第三大隊（又稱臺中分屯大隊、步兵第三大隊）

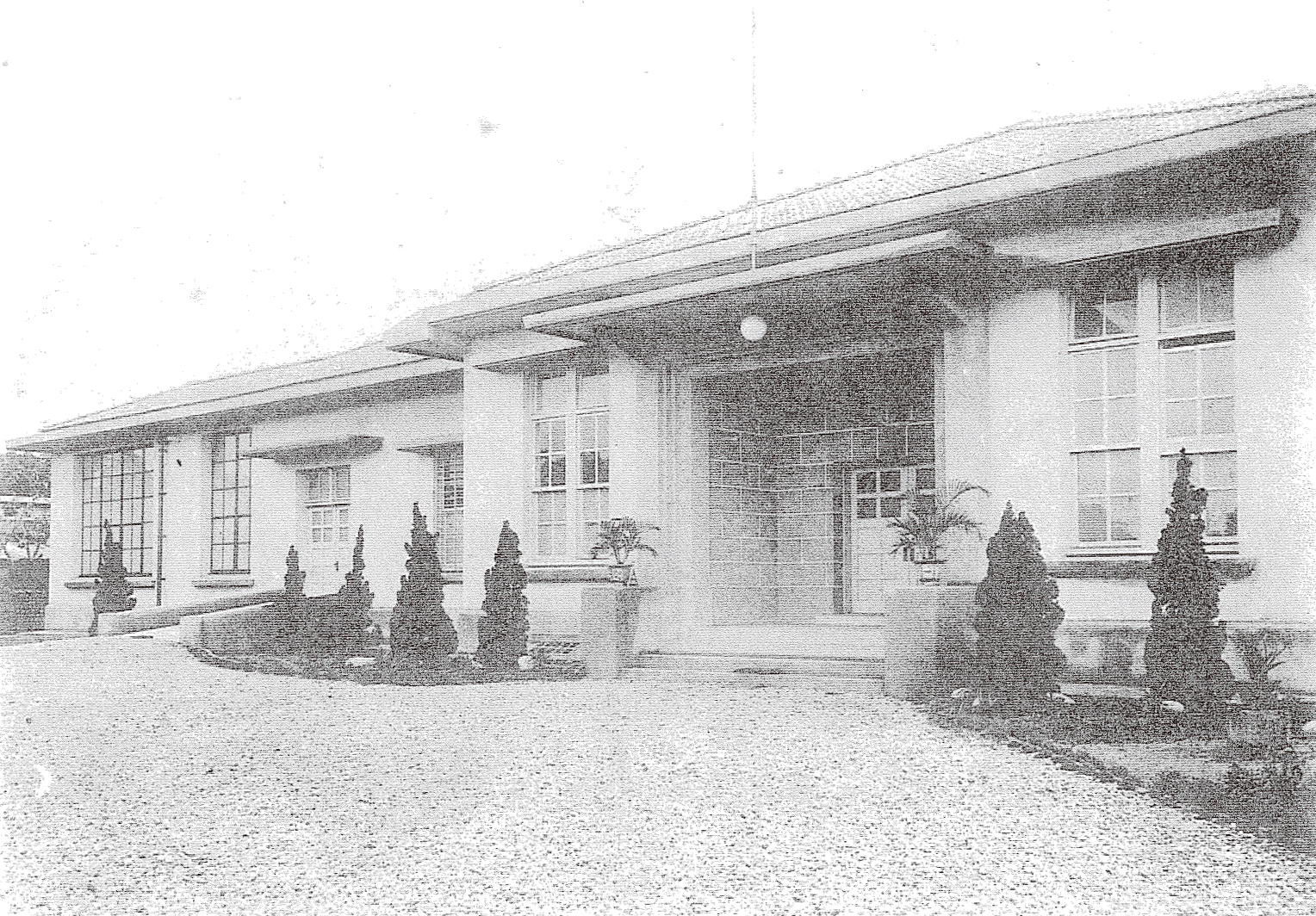
臺中衞戍病院

- 台中衛戍病院

- 台中憲兵分遣所
- 干城町消費市場（今臺中市第四市場）